# Paracalliactis lacazei
Paracalliactis lacazei är en havsanemonart som beskrevs av Dechancé och Dufaure 1959. Paracalliactis lacazei ingår i släktet Paracalliactis och familjen Hormathiidae. Inga underarter finns listade i Catalogue of Life.